# Goryphus cinctipes
Goryphus cinctipes là một loài tò vò trong họ Ichneumonidae.